# Низка
Низка (словен. Nizka) — поселення в общині Речиця-об-Савиньї, Савинський регіон, Словенія.